# Michael Rosing (diktare)
Michael Rosing, född den 20 november 1830, död den 12 december 1904, var en dansk skald, sonson till Michael Rosing.
Rosing tog filologisk ämbetsexamen 1858 och blev 1859 adjunkt vid Herlufsholms skola och 1863 vid Sorö, där han 1882-1901 var lektor ("overlærer"). Rosing utgav 1859 två samlingar dikter, som andas varm känsla och kärlek till naturen, och utsände sedan 1872 flera berättelser dels på vers, såsom Frælst (1872), Ann-Marie (1873) och Broder Bengt (1882), dels på prosa, såsom Løvfald og Løvspring (1877), En Romantiker (1880), En uskyldig ung Mand (1886) och Kjærlighed taaler alt (1895).

## Fotnoter
1. 1 2  International Music Score Library Project, IMSLP-ID: Category:Rosing,_Michael, läst: 9 oktober 2017.[källa från Wikidata]
2. 1 2 3  Dansk Biografisk Leksikon, 3. udgave, tredje utgåvan, 1984.[källa från Wikidata]